# Sana Mouziane
Sana Mouziane ou Sanaa Mouziane, née le 2 octobre 1981 à Casablanca, est une actrice et chanteuse marocaine.

## Biographie
Originaire du Maroc, Sana Mouziane grandit à Casablanca. Elle déménage à Marrakech à la suite du divorce de ses parents. À l'âge de neuf ans, elle s'installe à Londres, où elle prend des cours de musique et décide de rejoindre un groupe pour participer à des concours. 
Sana Mouziane est âgée de dix-set ans lorsqu'elle chante pour la première fois en public en arabe, lors du Festival international de Darlington. Elle déclare que sa vie en Angleterre lui a donné un équilibre entre la culture occidentale et l'éducation orientale qui lui permet de vivre pleinement sa carrière de musicienne et d'actrice. En 2013, elle se marie avec Alan Dearsley, un ingénieur britannique.

## Carrière professionnelle
En 2004, Sana Mouziane sort son premier single Inta Lhoub,. En 2005, elle fait ses débuts au cinéma dans le long métrage Women in Search of Freedom de la réalisatrice égyptienne, Inas Al Degheidy. Le film traite des femmes vivant en exil, et devient un succès dans le monde arabe, remportant plusieurs prix dans les festivals de cinéma. 
En 2007, l'actrice incarne une femme qui entretient une relation adultère avec le neveu de son mari dans le film Les jardins de Samira (Samira's Garden) de Latif Lahlou,. Elle remporte le prix de la meilleure actrice pour ce rôle au Festival panafricain du cinéma et de la télévision de Ouagadougou en 2009,. 
En 2010, Sana Mouziane est membre du jury du Festival international du film de femmes de Salé au Maroc. 

## Filmographie

### Télévision
- 2013 : La Bible de Mark Burnett, épisode 7 La Mission : Martha

### Cinéma
- 2004 : Women in Search of Freedom (Al bahethat an al horeya) d'Inas Al Degheidy : Souad
- 2007 : Les Jardins de Samira de Latif Lahlou : Samira
- 2008 : Los de Jan Verheyen : Nadia
- 2010 : Cairo Exit (El Khoroug) d'Hesham Issawi : Rania
- 2014 : L'Enfant Cheikh d'Hamid Benani : Zahra
- 2014 : L'Anniversaire de Latif Lahlou : Sana Mouziane
- 2014 : Son of God de Christopher Spencer : Martha

## Distinctions
- 2009 : Meilleure actrice pour le film Les jardins de Samira, Festival panafricain du cinéma et de la télévision de Ouagadougou